# Jordi Simón
Pour les articles homonymes, voir Simon.
Simón i Casulleras est un nom catalan. Le premier nom de famille, paternel, est Simón ; le second, maternel, souvent omis, est Casulleras ; les deux sont fréquemment liés par la conjonction « i ».
Jordi Simón Casulleras, né le 6 septembre 1990 à Navàs, est un coureur cycliste espagnol.

## Palmarès
- 2008
  - 3ea étape de la Vuelta al Besaya
  - 2e et 3e étapes de la Bizkaiko Itzulia[1],[2]
  - 2e de la Vuelta al Besaya
  - 2e du championnat d'Espagne sur route juniors
  - 3e de la Bizkaiko Itzulia
- 2010
  - 2e étape des Trois Jours d'Alava
  - 4e étape du Tour de la Bidassoa
  - Pentekostes Saria
  - 3e du Tour de Salamanque
  - 3e de l'Oñati Saria
- 2011
  - Champion de Catalogne sur route
  - 1re étape du Tour de la communauté de Madrid espoirs
  - Mémorial Agustín Sagasti
  - San Bartolomé Saria
  - 2e de la Volta ao Ribeiro
  - 2e du Mémorial Jesús Lorroño
  - 3e de la Goierriko Itzulia
  - 7e du championnat d'Europe sur route espoirs
  - 9e du Tour de l'Avenir
- 2013
  - Champion de Catalogne sur route
  - Cursa de Festa Major
  - Prueba Loinaz
  - Tour de León :
    - Classement général
    - 1re étape

  - 2e étape du Tour de Galice
  - 2e du championnat d'Espagne sur route amateurs
  - 2e du Tour de la province de Valence
- 2014
  - 2e et 3e étapes du Tour des Pays de Savoie
- 2015
  - Grand Prix international de Guadiana :
    - Classement général
    - 1re étape
- 2016
  - 3e du championnat d'Espagne sur route

## Résultats sur les grands tours

### Tour d'Espagne
1 participation
- 2018 : abandon (17e étape)

## Classements mondiaux
| Année           | 2011 | 2012 | 2013 | 2014 | 2015 | 2016 |
| --------------- | ---- | ---- | ---- | ---- | ---- | ---- |
| UCI Europe Tour | 334e | nc   | 257e | 252e | 249e | 488e |